# Gianna Terzi

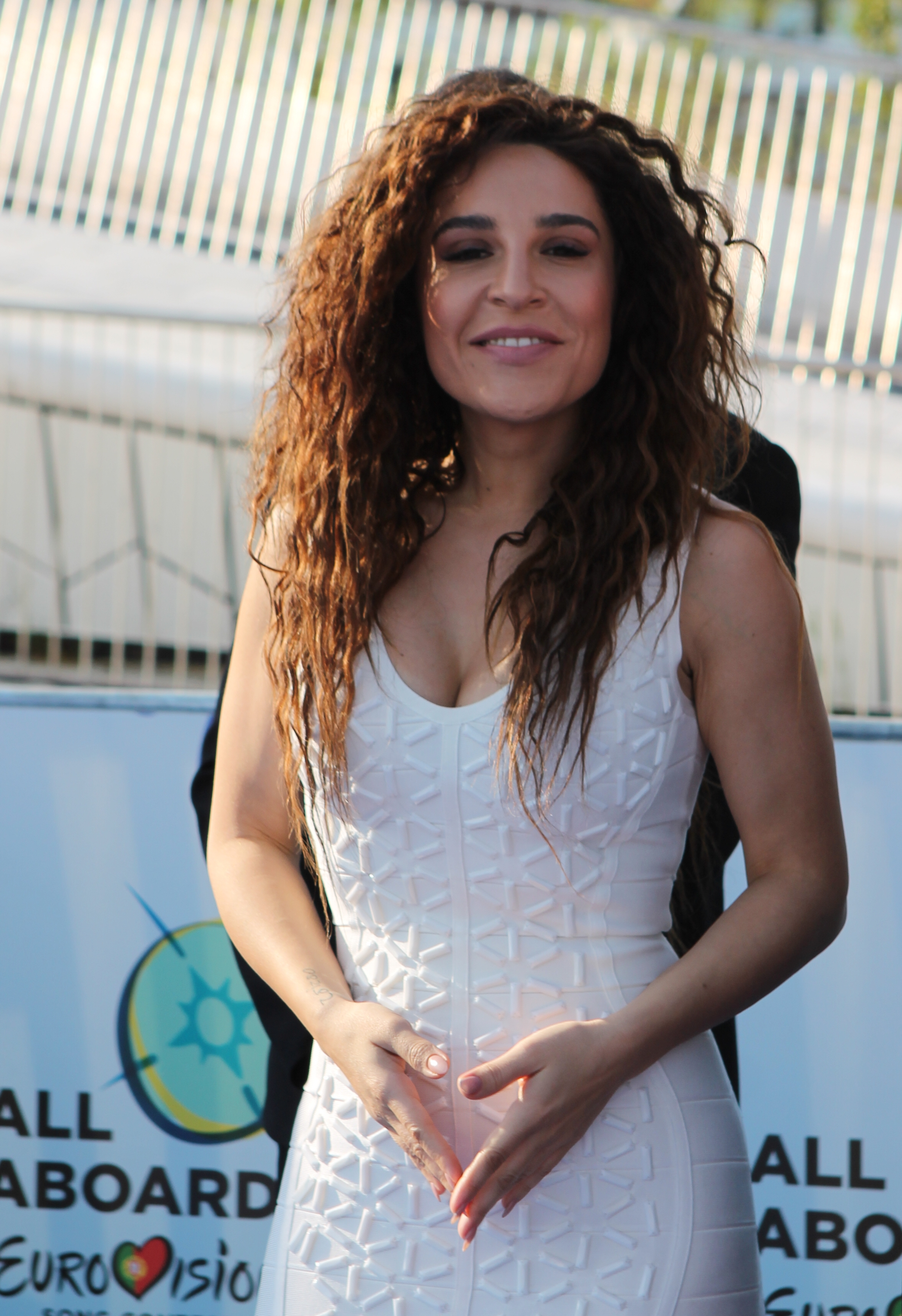
Gianna Terzi (2018)

Gianna Terzi oder Yianna Terzi (griechisch Γιάννα Τερζή, * 7. Mai 1980 in Thessaloniki) ist eine griechische Sängerin.

## Leben
Gianna Terzi wurde am 7. Mai 1980 in Thessaloniki geboren. Sie ist die Tochter des griechischen Sängers Paschalis Terzis. Terzi zog im Alter von 20 Jahren nach Athen, um eine Musikkarriere zu verfolgen. 2006 veröffentlichte sie ihr erstes Album Gýrna to klidí, 2008 folgte das zweite Album Áse me na taxidépso. Später zog sie in die USA.
Gianna Terzi war eine von fünf Kandidaten des griechischen Vorentscheids Ellinikós Telikós 2018. Da alle anderen Teilnehmer disqualifiziert wurden, verblieb sie als automatische Siegerin. Sie vertrat Griechenland beim Eurovision Song Contest 2018 mit dem Lied Óniró mou (Mein Traum). Sie konnte sich nach Teilnahme am ersten Halbfinale nicht für das Finale des Wettbewerbs qualifizieren.

## Diskografie

### Alben
- 2006: Γύρνα το Κλειδί (Gýrna to klidí)
- 2008: Άσε με να Ταξιδέψω (Àse me na taxidépso)

### Singles
- 2008: Άσε με να Ταξιδέψω (Àse me na taxidépso)
- 2018: Όνειρό μου (Óniró mou)
- 2018: Eternity (englische Version von Όνειρό μου)
- 2018: Κάρμα (Karma)
- 2019: Λόγια Όμορφα (Logia Omorfa (Stanga))